# Kristiánov (Heřmanice)
Kristiánov (německy Christiansau) je část obce Heřmanice ve Frýdlantském výběžku v Libereckém kraji.

## Poloha
Ves se nachází v lesích pod Mlýnským vrchem (387,9 m), západně od Lípového vrchu (409 m n. m.). Na severním okraji vsi protéká potok Oleška.

## Historie správy
Samotná osada vznikla roku 1780, když se majitel zdejšího panství Kristián Filip Clam-Gallas rozhodl nechat rozparcelovat zdejší panský dvůr. Po šlechticovi získala nově vzniklá osada své jméno, tedy Christiansau, to jest Kristiánova Niva. Své české pojmenování Kristiánov získala obec roku 1923.
V roce 1952 byla spolu s obcemi Vysoký a Heřmanice sloučena do jednoho celku pojmenovaného Heřmanice. Roku 1960 se tato obec začlenila pod Dětřichov a v roce 1986 pod Frýdlant. Po sametové revoluci se Heřmanice opět osamostatnily.

## Občanská vybavenost a obyvatelé
V Kristiánově během první republiky byla škola, čtyři hospody, jeden obchod, jeden truhlář a jeden malíř pokojů. Ve škole střídavě vyučovali i kantoři z Heřmanic, neb zde byl nedostatek učitelů.
Před a během druhé světové války, v letech 1934 až 1945, žilo v obci 395 obyvatel v 73 domech.